# Лекторська премія Фарадея
Ле́кторська пре́мія Фараде́я (англ. Faraday Lectureship Prize) — наукова нагорода, яку присуджує британське Королівське хімічне товариство (комітетом з присудження Премії Відділу Фарадея) щодва-три роки за видатний внесок у теоретичну або фізичну хімію.
Названа на честь Майкла Фарадея. Нагороду засновано у 1867 році, перше нагородження відбулося у 1869 році. Нагорода включає премію у сумі 3 тисяч фунтів стерлінгів, медаль і сертифікат. Лауреат зобов'язаний зробити лекційний тур Великою Британією.
За весь період існування нагороди її отримали 23 лауреати Нобелівської премії.

## Лауреати
| Рік  | Лауреат                         | Країна                               |
| 1869 | Жан-Батист Дюма                 | Франція                              |
| 1872 | Станіслао Канніццаро            | Королівство Італія                   |
| 1875 | Август Вільгельм фон Гофман     | Німецька імперія                     |
| 1879 | Шарль Адольф Вюрц               | Франція                              |
| 1881 | Герман фон Гельмгольц           | Німецька імперія                     |
| 1889 | Менделєєв Дмитро Іванович       | Російська імперія                    |
| 1895 | Джон Вільям Стретт (лорд Релей) | Велика Британія                      |
| 1904 | Вільгельм Оствальд              | Німецька імперія                     |
| 1907 | Герман Еміль Фішер              | Німецька імперія                     |
| 1911 | Теодор Вільям Річардс           | США                                  |
| 1914 | Сванте Август Арреніус          | Швеція                               |
| 1924 | Роберт Ендрюс Міллікен          | США                                  |
| 1927 | Ріхард Мартін Вільштеттер       | Веймарська республіка                |
| 1930 | Нільс Бор                       | Данія                                |
| 1933 | Петер Дебай                     | Нідерланди / США                     |
| 1936 | Ернест Резерфорд                | Нова Зеландія / Велика Британія      |
| 1939 | Ірвінг Ленгмюр                  | США                                  |
| 1947 | Роберт Робінсон                 | Велика Британія                      |
| 1950 | Дьєрдь де Гевеші                | Австро-Угорщина / Німеччина / Швеція |
| 1953 | Сиріл Норман Гіншелвуд          | Велика Британія                      |
| 1956 | Отто Ган                        | Німеччина                            |
| 1958 | Леопольд Ружичка                | Австро-Угорщина / Швейцарія          |
| 1961 | Кристофер Кельк Інгольд         | Велика Британія                      |
| 1965 | Роналд Норріш                   | Велика Британія                      |
| 1968 | Чарлз Альфред Коулсон           | Велика Британія                      |
| 1970 | Ґергард Герцберґ                | Німеччина/ Канада                    |
| 1974 | Фредерик Дейнтон                | Велика Британія                      |
| 1977 | Манфред Ейген                   | Німеччина                            |
| 1980 | Джордж Портер                   | Велика Британія                      |
| 1983 | Джон Роулінсон                  | Велика Британія                      |
| 1986 | Алан Карлінгтон                 | Велика Британія                      |
| 1989 | Джон Мейріг Томас               | Велика Британія                      |
| 1992 | Ян Лі                           | Тайвань / США                        |
| 1995 | Вільям Клемперер                | США                                  |
| 1998 | Еміанд Девід Букінгем           | Велика Британія                      |
| 2001 | Річард Зейр                     | США                                  |
| 2004 | Александер Пайнес               | Ізраїль / США                        |
| 2007 | Ґергард Ертль                   | Німеччина                            |
| 2010 | Джон Чарлз Полані               | Канада                               |
| 2012 | Richard J. Saykally             | США                                  |
| 2014 | Мішель Че                       | Франція                              |
| 2016 | Грем Флемінг                    | США                                  |
| 2018 | Грем Джон Гатчінгс              | Велика Британія                      |
| 2020 | Річард Кетлоу                   | Велика Британія                      |
| 2022 | Майкл Василевскі                | США                                  |